# Pilzdörfel (Sohland an der Spree)
Pilzdörfel, bis 1938 Neumittelsohland, ist ein Gemeindeteil des Hauptortes der Gemeinde Sohland an der Spree im Landkreis Bautzen.

## Geographie

### Lage
Pilzdörfel erstreckt sich zwischen Sohland und Wehrsdorf entlang der Bundesstraße 98. Durch den Ort fließt das Tännichtwasser. Östlich erhebt sich die Bohnlehde (327 m), südwestlich der Lehdeberg (355 m) und der Tännichtberg (461 m) sowie im Westen der Wachberg (350 m).

### Nachbarorte
| Neuer Anbau | Wehrsdorf, Neuscheidenbach                  | Altscheidenbach  |
| Wehrsdorf   | Kompassrose, die auf Nachbargemeinden zeigt | Wendisch-Sohland |
| Tännicht    | Obersohland                                 | Mittelsohland    |

### Straßen
Der Ortsteil besteht aus den Straßen Am Pilzdörfel, Sandweg, Rösselburgstraße und Waldstraße.

## Geschichte
Im Jahre 1793 ließ der Besitzer der vereinigten Rittergüter Mittel- und Obersohland, Christoph August von der Sahla, in der Wiesenaue des Tännichtwassers unterhalb der Reitbahn Baustellen zuweisen. Die neue Ansiedlung war der erste Ausbau auf den Fluren des Rittergutes Mittelsohland und wurde als Neumittelsohland bezeichnet.
Nördlich des Dörfchens wurde 1819 an der Straße von Mittelsohland nach Wehrsdorf die Ausspanne „Stadt Frankfurt“ errichtet, in der sich im 19. Jahrhundert auch die Sohlander Posthalterei befand. 1830 wurde diese Straße zur Chaussee von Oppach nach Bischofswerda ausgebaut. In den nachfolgenden Jahren entstanden westlich der Brücke über das Tännichtwasser entlang der Chaussee bis zur Gemarkungsgrenze mit Wehrsdorf neue Häuserzeilen, auf Wehrsdorfer Flur entstand später der Neue Anbau.
Ab der Mitte des 19. Jahrhunderts bildete Neumittelsohland einen Ortsteil der Gemeinde Mittelsohland, gepfarrt war die Ansiedlung ebenfalls dorthin. Seit der 1877 erfolgten Fusion von Mittelsohland mit Wendischsohland, Obersohland und Niedersohland zur Gemeinde Sohland an der Spree, war Neumittelsohland ein Ortsteil derselben. 1938 erhielt der Ortsteil den neuen Namen Pilzdörfel.
Zum 1. Januar 2011 wurde Pilzdörfel als amtlicher Gemeindeteil von Sohland an der Spree gestrichen.

### Verwaltungszugehörigkeit
- 1793: Bautzener Kreis, 1843: Landgerichtsbezirk Bautzen, 1856: Gerichtsamt Schirgiswalde, 1875: Amtshauptmannschaft Bautzen, 1952: Kreis Bautzen, 1994: Landkreis Bautzen, 1. August 2008: Landkreis Bautzen.

## Ortsbild

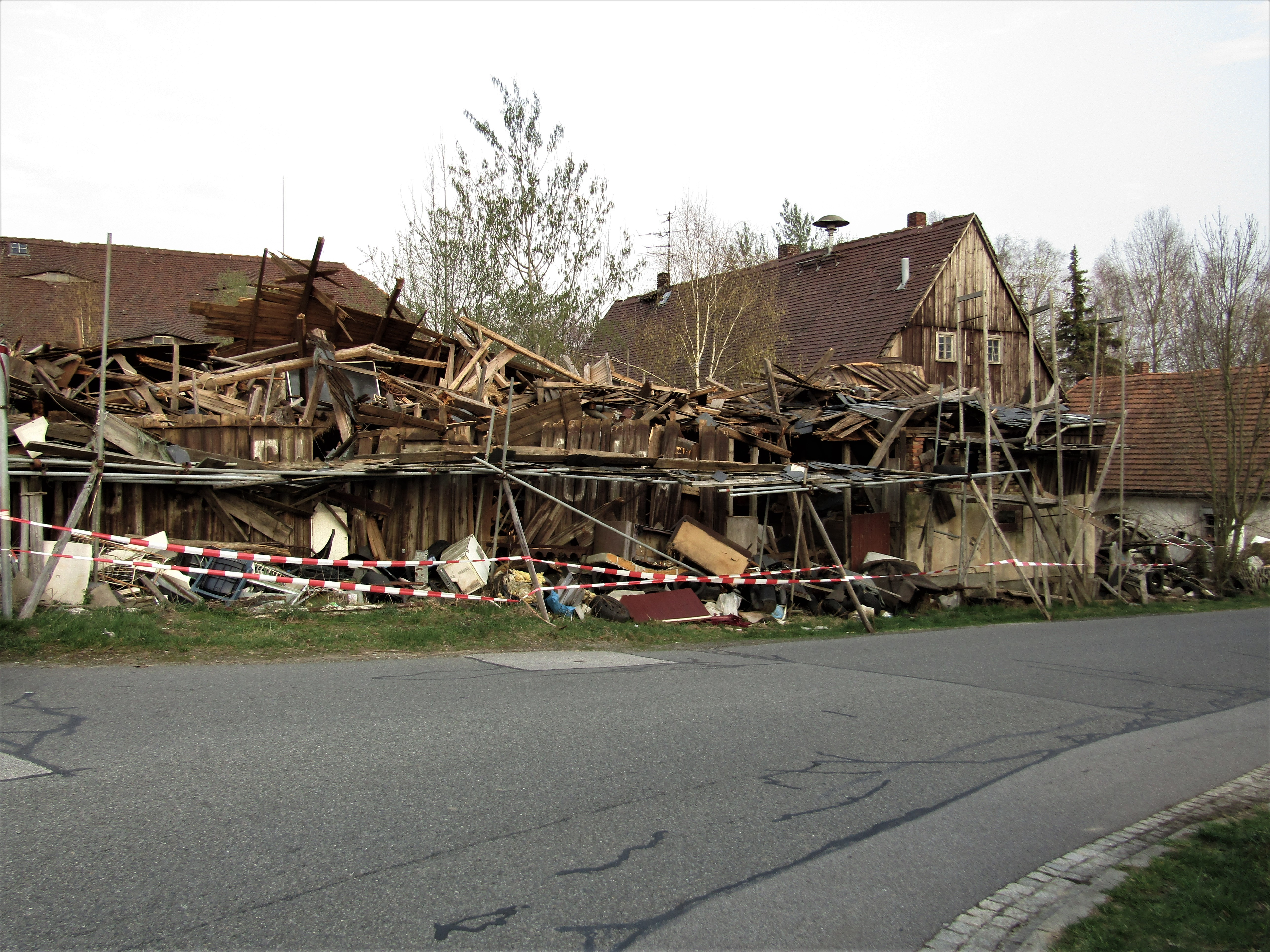
Dreiseitenhof des ehemaligen Gasthofes „Stadt Frankfurt“

Pilzdörfel besteht aus mehreren Häuserzeilen, wobei der größte Teil der Häuser an der Bundesstraße 98 (Am Pilzdörfel) steht.
Ortsbildprägend ist der Dreiseithof des ehemaligen Gasthofes „Stadt Frankfurt“. Das 1819 errichtete, frühere Wirtshaus besitzt ein bearbeitetes Gewände aus Granit, eine verzierte Haustür und ein Fachwerkobergeschoss. Das heute ungenutzte und dem Verfall preisgegebene Anwesen ist sehr stark vermüllt. Wegen Einsturzgefahr der Scheune musste 2012 die daneben abzweigende Rösselburgstraße gesperrt werden.
Mehrere der Häuser haben Umgebinde. Zu den späten Umgebindehausbauten gehören die gut erhaltenen Häuser Am Pilzdörfel 12 aus dem Jahre 1835 und Am Pilzdörfel 20 aus dem Jahre 1872. Das Haus Am Pilzdörfel 27 besitzt einen in Sohland einmaligen Fachwerk-Kniestock.